# Uozu
Uozu (Japonés: 魚津市;  Hepburn: Uozu-shi?), es una ciudad de la Prefectura de Toyama en Japón. Se encuentra en la parte oriental de la Prefectura de Toyama, aproximadamente a 22 kilómetros al noreste de la ciudad de Toyama; entre Namerikawa y Kurobe y se extiende desde la Bahía de Toyama y el Mar del Japón en el noroeste hasta altas cordilleras en el sureste. Con un área total de 200,61 km² (77,5 millas cuadradas), tiene una población estimada de 42.224 personas distribuidas en 16.811 hogares para una densidad de población de 210 personas por km².

## Historia
La ciudad de Uozu se creó con el establecimiento del sistema de municipios el 1 de abril de 1889. El área de la actual Uozu era parte de la antigua Provincia de Etchū. 

## Geografía
Las montañas más altas de Uozu son Sougadake y Kekachiyama y la elevación más alta es de 2.414 m. Varios ríos rápidos pasan por Uozu; de este a oeste, son el río Fuse, el río Katakai, el río Kado y el río Hayatsuki. Gran parte de la zona es un asentamiento disperso típico de esta región de Japón.

### Clima
La ciudad tiene un clima continental húmedo (Köppen Cfa) caracterizado por veranos suaves e inviernos fríos con fuertes nevadas. 
La temperatura media anual en Uozu se encuentra a 13,7 °C. La precipitación media anual es de 2.278 mm, siendo septiembre el mes más lluvioso, con temperaturas medias más altas en agosto, en torno a los 26,3 °C, y más bajas en enero, en torno a los 2,4 °C.

## Demografía
Por más de cuarenta (40) años la densidad poblacional de Uozu se ha mantenido estable con una población aproximada de + o - 45.000 personas.

## Educación
Uozu tiene diez escuelas primarias públicas y dos escuela secundaria públicas operadas por el gobierno de la ciudad, y tres escuelas secundarias públicas operadas por la Junta de Educación de la Prefectura de Toyama. Hay también una escuela secundaria privada.